# Lampides insularis
Lampides insularis är en fjärilsart som beskrevs av William Robinson. Lampides insularis ingår i släktet Lampides och familjen juvelvingar. Inga underarter finns listade i Catalogue of Life.